# Сан Реголо (Пиза)
Сан Реголо је насеље у Италији у округу Пиза, региону Тоскана.
Према процени из 2011. у насељу је живело 61 становника. Насеље се налази на надморској висини од 108 м.